# Chikkanahalli, Madhugiri
Chikkanahalli là một làng thuộc tehsil Madhugiri, huyện Tumkur, bang Karnataka, Ấn Độ.